# Liste der Wappen in der Provinz Ogliastra

Lage der Provinz in Italien

Die Liste der Wappen in der Provinz Ogliastra zeigt die Wappen der Gemeinden in der Provinz Ogliastra der autonomen Region Sardinien in der Republik Italien. In dieser Liste sind die Wappen jeweils mit einem Link auf die Gemeinde angezeigt.

## Wappen der Provinz Ogliastra

Provinz Ogliastra

## Wappen der Gemeinden der Provinz Ogliastra

Arzana
Bari Sardo
Baunei
Cardedu
Elini
Gairo
Girasole
Ilbono
Jerzu
Loceri
Lotzorai
Osini
Perdasdefogu
Talana
Tertenia
Triei
Ulassai
Urzulei
Ussassai
Villagrande Strisaili